# Llanos El Salado
Lo Llanos el Salado è un grande bacino endoreico del Messico centrale. Si trova sull'altopiano messicano e copre parti di diversi stati messicani, tra cui Zacatecas orientale e nordorientale, San Luis Potosí settentrionale, Tamaulipas occidentale, Nuevo León sudoccidentale e Coahuila sudorientale. Lo llanos el Salado si fonde con il Bolsón de Mapimí, un altro bacino endoreico, a nord.
Il bacino ha un clima arido, ed è coperto dal matorral della Meseta Centrale. I fiumi e i corsi d'acqua del bacino, sia perenni che stagionali, non scendono al mare, ma drenano verso un certo numero di laghi salati.
L'Istituto Nazionale di Statistica, Geografia e Elaborazione Dati del Messico (INEGI) divide la regione di Llanos el Salado in diversi bacini:
- Fresnillo-Yesca
- Matehuala
- Presa San José-Los Pilares y Otras
- San Pablo y Otras
- Sierra Madre
- Sierra Madre orientale
- Sierra de Rodriguez

Il suo bacino è compreso nel bioma dei Bacini xerici ed endoreici e costituisce l'ecoregione d'acqua dolce nº 138 della lista Global 200.